# دي جي سن
دي جي سن (بالإنجليزية: DJ Sun)‏ هو دي جيه أمريكي، ولد في 19 يناير 1966 في روتردام في هولندا.

## وصلات خارجية
- الموقع الرسمي
- دي جي سن على موقع ميوزك برينز (الإنجليزية)
- دي جي سن على موقع أول ميوزيك (الإنجليزية)
- دي جي سن على موقع ديسكوغز (الإنجليزية)